# San Juan Cancuc
San Juan Cancuc es una localidad del estado mexicano de Chiapas. Es la cabecera del municipio de San Juan Cancuc.

## Toponimia
El nombre «San Juan» hace referencia al santo patrono de la localidad: Juan el Evangelista.

## Demografía
| Gráfica de evolución demográfica |
|                                  |

| Censo | Población |
| ----- | --------- |
| 1900  | 4 007     |
| 1910  | 2 277     |
| 1921  | 222       |
| 1930  | 196       |
| 1940  | 649       |
| 1950  | 762       |
| 1960  | 2 006     |
| 1970  | 1 544     |
| 1980  | 2 352     |
| 1990  | 5 170     |
| 2000  | 4 585     |
| 2010  | 6 327     |
| 2020  | 8 477     |